# Álgebra abstrata
Álgebra abstrata é a subárea da matemática que estuda as estruturas algébricas como grupos, anéis, corpos, espaços vetoriais, módulos e álgebras. O termo abstrata é utilizado para diferenciar essa área da álgebra elementar estudada no colégio, na qual são abordadas regras para manipular (somar, multiplicar, etc) expressões algébricas em que aparecem variáveis e números reais ou complexos. A álgebra abstrata é estudada principalmente em cursos de graduação e pós graduação em matemática, mas também é utilizada na física e ciência da computação.

As permutações de um Cubo de Rubik têm uma estrutura de grupo; o grupo é um conceito fundamental em álgebra abstrata.

Atualmente matemáticos e físicos matemáticos fazem uso extensivo de álgebra abstrata; por exemplo, física teórica se baseia em álgebras de Lie. Áreas tais como Teoria algébrica dos números, topologia algébrica e geometria algébrica aplicam métodos algébricos em outras áreas da matemática. A teoria de representação, grosso modo, tira o 'abstrato' da 'álgebra abstrata', estudando o lado concreto de uma dada estrutura, veja teoria dos modelos.
Duas áreas da matemática que estudam as propriedades das estruturas algébricas como um todo são a álgebra universal e a teoria das categorias. Estruturas algébricas, junto com os homomorfismos associados formam uma categoria. Teoria das categorias é um formalismo poderoso para estudar e comparar diferentes estruturas algébricas.

## História
Como em outras partes da matemática, problemas concretos e exemplos tiveram papel importante no desenvolvimento da álgebra. Até o fim do século XIX muitos destes problemas eram de algum modo relacionados à teoria de equações algébricas. Temas importantes incluem:
- Resolver um sistema de equações lineares, que levou a matrizes, determinantes e álgebra linear
- Tentativas de encontrar fórmulas para soluções das equações polinomiais gerais de grau maior que resultou na descoberta dos grupos como manifestação abstrata de simetria
- Pesquisas aritméticas de quadráticas e formas de grau maior e equações diofantinas, que produziram diretamente as noções de um anel e ideal.

Várias livros de álgebra abstrata começam com uma definição axiomática de várias estruturas algébricas e então estabelecem suas propriedades, criando uma falsa impressão que de alguma forma em álgebra os axiomas aparecem primeiro e servem de motivação e como uma base para estudos futuros. A verdadeira ordem histórica do desenvolvimento da álgebra foi exatamente o contrário. Por exemplo, os números hipercomplexos do século XIX tinham motivações físicas e cinemáticas mas o entendimento formal do assunto desafiava os pesquisadores. A maioria das teorias que são hoje reconhecidas como partes da álgebra começaram como coleções dispersas de fatos de vários ramos da matemática, adquiriram um tema comum que servia como núcleo em torno do qual vários resultados eram agrupados, e finalmente se tornaram unificadas em uma base num conjunto comum de conceitos.

### História primitiva da teoria dos grupos
Existiam vários tópicos no desenvolvimento inicial da teoria dos grupos, em linguagem matemática moderna correspondendo a teoria dos números, teoria de equações, e geometria.

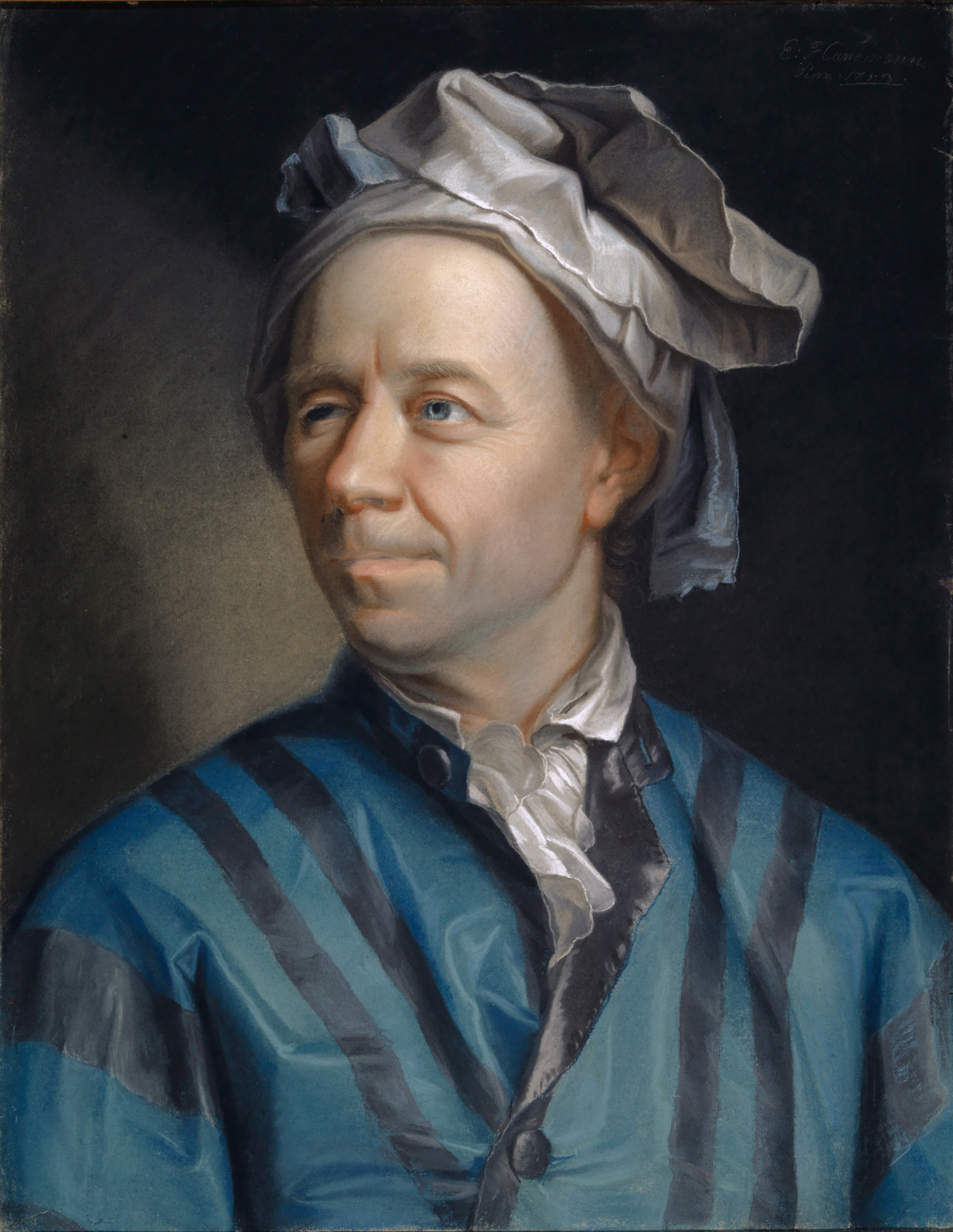
Leonhard Euler

Leonhard Euler considerou operações algébricas em números módulo um inteiro, área conhecida como aritmética modular, em sua generalização do pequeno teorema de Fermat. Estas pesquisas foram levadas muito além por Gauss, que considerou a estrutura de grupo multiplicativo dos resíduos mod n e estabeleceu muitas propriedades dos grupos cíclicos e mais geralmente dos grupos abelianos que apareceram desta maneira. Em seus estudos das formas quadráticas binárias, Gauss estabeleceu explicitamente a lei associativa para a composição de formas, mas como Euler fez antes dele, ele parecia estar mais interessado em resultados concretos do que na teoria geral. Em 1870, Leopold Kronecker deu a definição de um grupo abeliano no contexto de grupo de classes de ideais de um corpo numérico, uma grande generalização do trabalho de Gauss. Parecia que ele não relacionou isto com os trabalhos anteriores sobre grupos, em particular, sobre permutações. Em 1882 considerando a mesma questão, Heinrich Weber percebeu a conexão e deu uma definição parecida que envolvia a lei do cancelamento mas omitia a existência do elemento inverso, que foi suficiente neste contexto (grupos finitos).

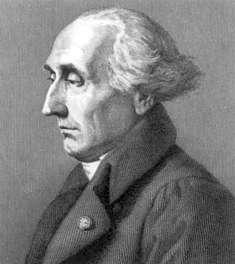
Joseph Lagrange

Permutações foram estudadas por Joseph Lagrange em seu artigo de 1770 Réflexions sur la résolution algébrique des équations (Pensamentos sobre Soluções de Equações Algébricas) dedicado às soluções de equações algébricas, no qual ele introduziu os resolventes de Lagrange. O objetivo de Lagrange era entender por que uma equação de grau 3 e 4 admitia fórmula para suas soluções, e ele identificou que os objetos chaves eram as permutações das raízes. Um passo importante dado por Lagrange em seu artigo foi o ponto de vista abstrato das raízes, ou seja, como símbolos e não como números. Contudo ele não considerou composição de permutações. No mesmo ano do artigo de Lagrange apareceu a primeira edição do
Meditationes Algebraicae (Meditações em Álgebra) de Edward Waring com uma versão expandida publicada em 1782. Waring provou o Teorema principal dos polinômios simétricos, e especialmente considerou a relação entre raízes da equação quártica e sua resolvente cúbica.  Mémoire sur la résolution des équations (Memórias sobre Resolução de Equações) de Alexandre Vandermonde (1771) desenvolveu a teoria de funções simétricas de um ângulo ligeiramente diferente, mas como Lagrange, com o objetivo de entender resolubilidade de equações algébricas.
"Kronecker afirmou em 1888 que o estudo da álgebra moderna começou com o primeiro artigo de Vandermonde. Cauchy diz bem claramente que Vandermonde teve prioridade sobre Lagrange para a ideia incrível, que eventualmente levou ao estudo da teoria dos grupos.
Paolo Ruffini foi a primeira pessoa a desenvolver a teoria de grupos de permutações, o como seus antecessores, também no contexto de resolver equações algébricas. Seus objetivo era estabelecer a impossibilidade de uma solução algébrica para uma equação algébrica geral de grau maior que 4. Rumo a este objetivo ele introduziu a noção de ordem de um elemento num grupo, conjugação, a decomposição em ciclos de elementos do grupo de permutações as noções primitivas e não primitivas e provou alguns resultados importantes relacionados a estes conceitos, tais como
se G é um subgrupo de S5 cuja ordem é divisível por 5 então G contém um elemento de ordem 5.
Note, contudo, que ele fez isso sem formalizar o conceito de grupo ou mesmo o de grupo de permutação.

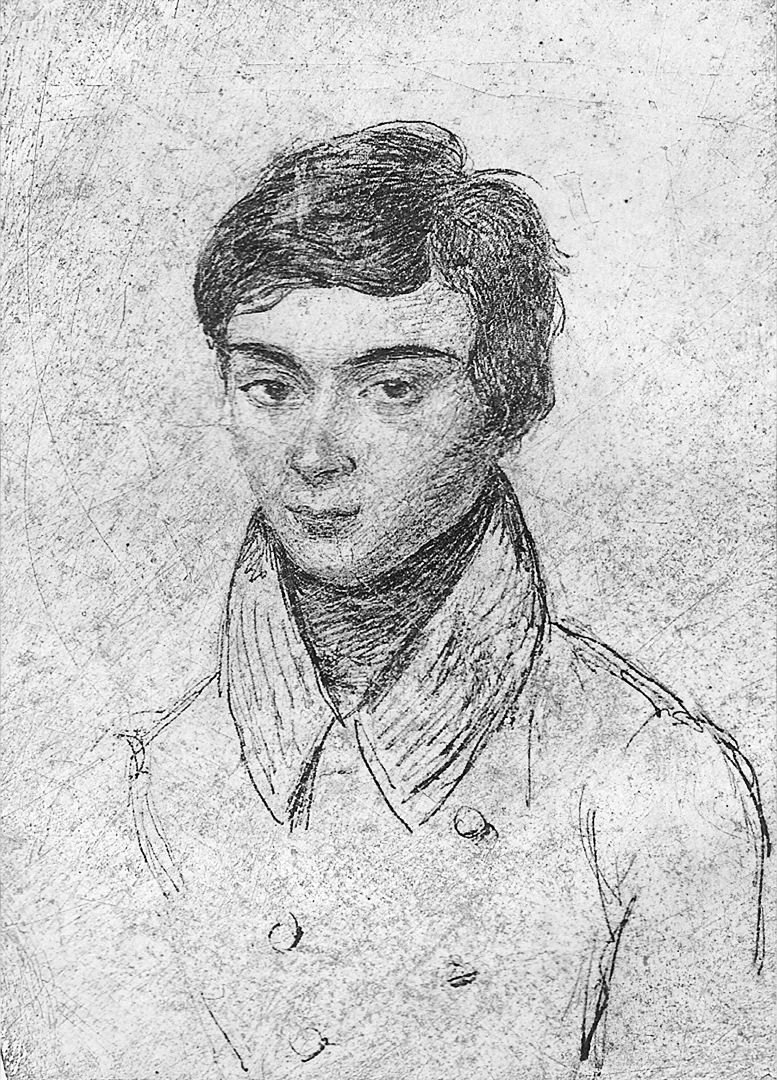
Évariste Galois

O próximo passo foi dado por Évariste Galois em 1832, apesar de seu trabalho só ser publicado em 1846, quando ele considerou pela primeira vez o que é chamado agora de propriedade de ser fechado  de um grupo de permutações, que é expressa como
... se em um grupo tem as substituições S e T então ele tem a substituição ST.
A teoria de grupos de permutação recebeu depois mais desenvolvimento nas mãos de Cauchy e Camille Jordan, ambos através da introdução de novos conceitos e, inicialmente, uma grande riqueza de resultados a respeito de classes especiais de grupos de permutação e até alguns teoremas mais gerais. Junto com outras coisas, Jordan definiu a noção de isomorfismo, ainda no contexto de grupos de permutações e, acidentalmente, ele foi quem colocou o termo grupo em uso.
A noção abstrata de um grupo apareceu pela primeira vez no artigo de 1854 de Arthur Cayley. Cayley percebeu que um grupo não precisa ser um grupo de permutação (ou mesmo ser finito), e pode ao invés disso constituir de matrizes, cujas propriedades algébricas, tais como multiplicação e inversas, ele sistematicamente investigou nos anos seguintes. Muito depois Cayley quis revisitar a questão de se grupos abstratos são mais gerais que grupos de permutação, e estabeleceu que, de fato qualquer grupo é isomorfmo a um grupo de permutação.

## Exemplos
Álgebra abstrata estuda propriedades e padrões que distintos conceitos de matemática tem em comum. Por exemplo, considere as operações distintas de composição de funções, f(g(x)), e produto de matrizes, AB. Estas duas operações tem, de fato, a mesma estrutura. Para ver isto, pense na multiplicação de duas matrizes quadradas, AB, por um vetor coluna, x. Isto define uma função equivalente a compor Ay com Bx:Ay = A(Bx) = (AB)x. Funções com composição e matrizes com multiplicação são exemplos de monoides. Um conjunto S e uma operação binária sobre S, denotada por concatenação, formam um monoide se a operação é associativa, (ab)c = a(bc), se existe e ∈ S, tal que ae = ea = a.
Outro exemplo de dois sistemas diferente tendo estruturas algébricas similares são o conjunto das rotações de múltiplos de 90 graus e o conjunto {1, i, -1, -i} com a multiplicação. Note que rotacionar um objeto de 90 graus duas vezes é o mesmo que rotacionar de 180 graus; similarmente, i*i=-1. De fato, substituindo a rotação de zero graus por 1, de 90 graus por i, de 180 graus por -1 e de 270 graus por -i, o conjunto de rotações é transformado no conjunto {1, i, -1, -i} com a multiplicação; estes dois objetos tem a mesma estrutura algébrica chamada grupo.
Abstraindo vários detalhes, matemáticos criaram teorias para várias estruturas algébricas que se aplicam a diversos objetos. Por exemplo, quase todos sistemas estudados são conjuntos, para os quais os teoremas de teoria dos conjuntos se aplicam. Os conjuntos que tem certas operações binárias definidas neles formam magmas, para os quais conceitos a respeito de magmas, incluindo os conceitos relativos a conjuntos, se aplicam. Podemos adicionar restrições sobre a estrutura algébrica, tais como associatividade (para formar semigrupos); associatividade, identidade e inversos (para formar grupos); e outras estruturas mais complexas. Com estrutura adicional, mais teoremas podem ser provados, mas a generalidade é reduzida. A hierarquia de objetos algébricos (em termos de generalidade) cria uma hierarquia das teorias correspondentes: por exemplo, os teoremas de teoria de grupos se aplicam a anéis (objetos algébricos que tem duas operações binárias com certos axiomas) pois um anel é um grupo sobre uma de suas operações. Matemáticos escolhem um equilíbrio entre a generalidade e riqueza da teoria.
Exemplos de estruturas algébricas com apenas uma operação binária são:
- Semigrupo;
- Monoides;
- Grupoides;
- Quasegrupos;
- Grupos.

Estruturas algébricas mais complicadas são:
- Anéis;[3]
- Módulo (álgebra);[4]
- Corpos;
- Espaços vetoriais;
- Álgebra comutativa;[4]
- Álgebra não comutativa;
- álgebras associativas;
- Álgebra de Clifford;
- Álgebra de Lie;
- Álgebra booliana;
- Reticulado.

Na álgebra universal, todas estas definições e fatos que se aplicam de forma geral a todos as estruturas algébricas são agrupados. Todas as classes de objeto acima, juntamente com uma noção própria de homomorfismo, formam categorias, e a teoria das categorias, frequentemente fornece o formalismo para traduzir e comparar as diferentes estruturas algébricas.